# Associazione Femminile Dilettantistica Grifo Perugia 2015-2016
Questa pagina raccoglie i dati riguardanti il Associazione Femminile Dilettantistica Grifo Perugia nelle competizioni ufficiali della stagione 2015-2016.

## Rosa
Rosa aggiornata alla fine del campionato.
| N. |                            | Ruolo | Calciatrice         |
| -- | -------------------------- | ----- | ------------------- |
|    | Italia (bandiera)          | P     | Miriam Marroccoli   |
|    | Italia (bandiera)          | P     | Elisa Monsignori    |
|    | Italia (bandiera)          | D     | Benedetta Alessi    |
|    | Italia (bandiera)          | D     | Lucia Bianchi       |
|    | Italia (bandiera)          | D     | Martina Bordellini  |
|    | Albania (bandiera)         | D     | Serina Bylykbashi   |
|    | Italia (bandiera)          | D     | Alessandra Ferretti |
|    | Italia (bandiera)          | D     | Noemi Monetini      |
|    | Rep. Dominicana (bandiera) | D     | Denny Montero       |
|    | Italia (bandiera)          | D     | Timo Rangana        |
|    | Italia (bandiera)          | D     | Nicole Ricci        |
|    | Italia (bandiera)          | D     | Martina Rosmini     |
|    | Italia (bandiera)          | D     | Carlotta Saravalle  |
|    | Italia (bandiera)          | C     | Valentina Brozzetti |

| N. |                   | Ruolo | Calciatrice          |
| -- | ----------------- | ----- | -------------------- |
|    | Italia (bandiera) | C     | Martina Ceccarelli   |
|    | Italia (bandiera) | C     | Corinna Fiorucci     |
|    | Italia (bandiera) | C     | Federica Giovannucci |
|    | Italia (bandiera) | C     | Eleonora Mariotti    |
|    | Italia (bandiera) | C     | Elisa Narcisi        |
|    | Italia (bandiera) | C     | Romina Natalizi      |
|    | Italia (bandiera) | C     | Eleonora Pederzoli   |
|    | Italia (bandiera) | C     | Silvia Spapperi      |
|    | Italia (bandiera) | A     | Laura Ceccarelli     |
|    | Italia (bandiera) | A     | Giulia Fiorucci      |
|    | Italia (bandiera) | A     | Arianna Franciosa    |
|    | Italia (bandiera) | A     | Gloria Marinelli     |
|    | Italia (bandiera) | A     | Sofia Pellegrino     |
|    | Italia (bandiera) | A     | Maria Giulia Tuteri  |

|}
|}

## Calciomercato

### Sessione estiva
| Acquisti | Acquisti           | Acquisti | Acquisti      |
| R.       | Nome               | da       | Modalità      |
| -------- | ------------------ | -------- | ------------- |
| C        | Martina Ceccarelli | Roma CF  | fine prestito |

| Cessioni | Cessioni | Cessioni | Cessioni |
| R.       | Nome     | a        | Modalità |
| -------- | -------- | -------- | -------- |
|          |          |          |          |

### Sessione invernale
| Acquisti | Acquisti | Acquisti | Acquisti |
| R.       | Nome     | da       | Modalità |
| -------- | -------- | -------- | -------- |
|          |          |          |          |

| Cessioni | Cessioni | Cessioni | Cessioni |
| R.       | Nome     | a        | Modalità |
| -------- | -------- | -------- | -------- |
|          |          |          |          |

## Risultati

### Coppa Italia
| Arbitro: | Giovanni Greco (Roma) |

|             |           |                                                                                  |
| Sulpizi 20’ | Marcatori | 2’, 61’ (rig.) Fiorucci G. 37’ Natalizi 47’ Pederzoli 76’ Ceccarelli 76’ Narcisi |

| Arbitro: | Bianchini (Terni) |

|                                        |           |                            |
| Saravalle 33’ Natalizi 45’ Narcisi 80’ | Marcatori | 5’ Carrozzi 38’ Martinovic |

| Jesi 25 ottobre 2015, ore 14:30 CET Fase a gironi, quadrangolare F - 3ª giornata                        | E.D.P. Jesina | 1 – 5 referto                                        | Grifo Perugia |  |
| \| \| \| \| \| Ricci 90’ (aut.) \| Marcatori \| 44’, 64’ Pellegrino 47’, 75’ Pederzoli 66’ Marinelli \| |               |                                                      |               |  |
| |               |                                                      |               |  |
| Ricci 90’ (aut.)                                                                                        | Marcatori     | 44’, 64’ Pellegrino 47’, 75’ Pederzoli 66’ Marinelli |               |  |

| Arbitro: | Ancora (Roma) |

|                    |           |             |
| Marinelli 19’, 44’ | Marcatori | 48’ Filippi |

| Arbitro: | Luca Baldelli (Reggio nell'Emilia) |

|                                 |                      |                                            |
| Esperti 28’                     | Marcatori            | 81’ Marinelli                              |
| Cinotti Prugna Varriale Morucci | Tiri di rigore 3 – 2 | Saravalle Marinelli G. Fiorucci Pellegrino |

## Statistiche

### Statistiche di squadra
| Competizione | Punti | In casa | In casa | In casa | In casa | In casa | In casa | In trasferta | In trasferta | In trasferta | In trasferta | In trasferta | In trasferta | Totale | Totale | Totale | Totale | Totale | Totale | DR  |
| Competizione | Punti | G       | V       | N       | P       | Gf      | Gs      | G            | V            | N            | P            | Gf           | Gs           | G      | V      | N      | P      | Gf     | Gs     | DR  |
| ------------ | ----- | ------- | ------- | ------- | ------- | ------- | ------- | ------------ | ------------ | ------------ | ------------ | ------------ | ------------ | ------ | ------ | ------ | ------ | ------ | ------ | --- |
| Serie B      | 42    | 11      | -       | -       | -       | -       | -       | 11           | -            | -            | -            | -            | -            | 22     | 12     | 6      | 4      | 48     | 24     | +24 |
| Coppa Italia | -     | 2       | 2       | 0       | 0       | 5       | 3       | 3            | 2            | 1            | 0            | 12           | 3            | 5      | 4      | 1      | 0      | 17     | 6      | +11 |
| Totale       | -     | 13      | -       | -       | -       | -       | -       | 14           | -            | -            | -            | -            | -            | 27     | 16     | 7      | 4      | 65     | 30     | +35 |

### Andamento in campionato
| Giornata  | 1 | 2 | 3 | 4 | 5 | 6 | 7 | 8 | 9 | 10 | 11 | 12 | 13 | 14 | 15 | 16 | 17 | 18 | 19 | 20 | 21 | 22 | 23 | 24 | 25 | 26 |
| --------- | - | - | - | - | - | - | - | - | - | -- | -- | -- | -- | -- | -- | -- | -- | -- | -- | -- | -- | -- | -- | -- | -- | -- |
| Luogo     |   |   |   |   |   |   |   |   |   |    |    |    |    |    |    |    |    |    |    |    |    |    |    |    |    |    |
| Risultato |   |   |   |   |   |   |   |   |   |    |    |    |    |    |    |    |    |    |    |    |    |    |    |    |    |    |
| Posizione |   |   |   |   |   |   |   |   |   |    |    |    |    |    |    |    |    |    |    |    |    |    |    |    |    | 3  |

Legenda:

Luogo: C = Casa; T = Trasferta. Risultato: V = Vittoria; N = Pareggio; P = Sconfitta.

### Statistiche delle giocatrici
Presenze e reti fatte e subite
| Giocatore      | Serie B  | Serie B | Serie B     | Serie B    | Coppa Italia | Coppa Italia | Coppa Italia | Coppa Italia | Totale   | Totale | Totale      | Totale     |
| Giocatore      | Presenze | Reti    | Ammonizioni | Espulsioni | Presenze     | Reti         | Ammonizioni  | Espulsioni   | Presenze | Reti   | Ammonizioni | Espulsioni |
| -------------- | -------- | ------- | ----------- | ---------- | ------------ | ------------ | ------------ | ------------ | -------- | ------ | ----------- | ---------- |
| B. Alessi      | 4        | 0       | 0           | 0          | 0            | 0            | 0            | 0            | 4        | 0      | 0           | 0          |
| L. Bianchi     | 5        | 0       | 0           | 0          | 0            | 0            | 0            | 0            | 5        | 0      | 0           | 0          |
| M. Bordellini  | 18       | 0       | 4           | 1          | 0            | 0            | 0            | 0            | 18       | 0      | 4           | 1          |
| V. Brozzetti   | 15       | 0       | 0           | 0          | 0            | 0            | 0            | 0            | 15       | 0      | 0           | 0          |
| S. Bylykbashi  | 12       | 2       | 0           | 0          | 0            | 0            | 0            | 0            | 12       | 2      | 0           | 0          |
| L. Ceccarelli  | 8        | 3       | 0           | 0          | 0            | 0            | 0            | 0            | 8        | 3      | 0           | 0          |
| M. Ceccarelli  | 18       | 5       | 1           | 0          | 0            | 0            | 0            | 0            | 18       | 5      | 1           | 0          |
| A. Ferretti    | 14       | 0       | 0           | 0          | 0            | 0            | 0            | 0            | 14       | 0      | 0           | 0          |
| C. Fiorucci    | 20       | 3       | 2           | 0          | 0            | 0            | 0            | 0            | 20       | 3      | 2           | 0          |
| G. Fiorucci    | 19       | 10      | 0           | 0          | 0            | 0            | 0            | 0            | 19       | 10     | 0           | 0          |
| A. Franciosa   | 2        | 0       | 0           | 0          | 0            | 0            | 0            | 0            | 2        | 0      | 0           | 0          |
| F. Giovannucci | 2        | 0       | 0           | 0          | 0            | 0            | 0            | 0            | 2        | 0      | 0           | 0          |
| G. Marinelli   | 21       | 9       | 2           | 0          | 0            | 0            | 0            | 0            | 21       | 9      | 2           | 0          |
| E. Mariotti    | 6        | 0       | 0           | 0          | 0            | 0            | 0            | 0            | 6        | 0      | 0           | 0          |
| M. Marroccoli  | 6        | 0       | 0           | 0          | 0            | 0            | 0            | 0            | 6        | 0      | 0           | 0          |
| N. Monetini    | 20       | 0       | 0           | 0          | 0            | 0            | 0            | 0            | 20       | 0      | 0           | 0          |
| E. Monsignori  | 15       | 0       | 3           | 0          | 0            | 0            | 0            | 0            | 15       | 0      | 3           | 0          |
| E. Narcisi     | 15       | 3       | 0           | 0          | 0            | 0            | 0            | 0            | 15       | 3      | 0           | 0          |
| R. Natalizi    | 22       | 4       | 0           | 0          | 0            | 0            | 0            | 0            | 22       | 4      | 0           | 0          |
| E. Pederzoli   | 4        | 0       | 0           | 0          | 0            | 0            | 0            | 0            | 4        | 0      | 0           | 0          |
| S. Pellegrino  | 11       | 0       | 1           | 0          | 0            | 0            | 0            | 0            | 11       | 0      | 1           | 0          |
| T. Rangana     | 1        | 0       | 0           | 0          | 0            | 0            | 0            | 0            | 1        | 0      | 0           | 0          |
| N. Ricci       | 9        | 1       | 1           | 0          | 0            | 0            | 0            | 0            | 9        | 1      | 1           | 0          |
| M. Rosmini     | 7        | 0       | 0           | 0          | 0            | 0            | 0            | 0            | 7        | 0      | 0           | 0          |
| C. Saravalle   | 16       | 6       | 3           | 0          | 0            | 0            | 0            | 0            | 16       | 6      | 3           | 0          |
| S. Spapperi    | 9        | 0       | 0           | 0          | 0            | 0            | 0            | 0            | 9        | 0      | 0           | 0          |
| M.G. Tuteri    | 2        | 1       | 0           | 0          | 0            | 0            | 0            | 0            | 2        | 1      | 0           | 0          |